# Richard Mudge
Richard Mudge (Bideford, 1718. – Bedworth, 1763. április) angol (anglikán) lelkész, késő barokk zeneszerző.

## Élete
Zachariach Mudge (1694-1769) tanár és lelkész, valamint Mary Fox († c.1762) öt gyermeke közül harmadikként született. Az oxfordi Pembroke College-ban tanult 1735-től, ahol 1738-ban BA, 1741-ben MA képesítést szerzett. Mudge kezdetben Heneage Finch (Lord Guernsey, később Aylesford 3. grófja) házi lelkésze volt, majd 1741-ben Great és Little Packington falvak plébánosa lett. 1745 és 1757 között Little Packington rektora volt, 1750-től pedig a birminghami St. Bartholomew kápolna plébánosa. Itt találkozhatott a Jennens család tagjaival, köztük Charles Jennens-el, Händel Messiásának librettistájával. Ez nagy hatással lehetett későbbi munkásságára.
1747 március 27-én feleségül vette Mary Hopkins-t az oxfordi St. Cross templomban. Egy lányuk született: Mary (megkeresztelve 1752-ben). 1756-tól haláláig Bedworthben élt.

## Munkássága
Charles Jennens révén megismerkedett Händel zenéjével, akinek hatása nyilvánvaló az 1749-ben kiadott 6 concertojára (6 Concertos in Seven Parts, 6 Concerto 7 részben). Händel mellett Geminiani és Corelli hatása is felfedezhető a műveken. A concertok két szóló hegedűre valamint vonós zenekarra (ripieno) és continuora íródtak, amit az első concertoban egy trombita, az utolsóban pedig egy orgona szóló egészít ki, ez utóbbi valójában egy teljes értékű orgona-concerto, virtuóz futamokkal. A gyűjtemény tartalmaz még egy kánont: "Non Nobis, Domine" címmel, ahol három énekhang egészíti ki a zenekart.